# میتسورو میاموتو
میتسورو میاموتو (انگلیسی: Mitsuru Miyamoto; ۸ سپتامبر ۱۹۵۸ – ) صداپیشه، بازیگر، و راوی اهل ژاپن بود. وی از سال ۱۹۸۵ میلادی تاکنون مشغول فعالیت بوده‌است.